# Gyula György Zagyva

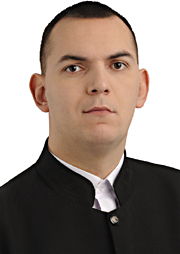
Gyula György Zagyva, vor 2012

Gyula György Zagyva (* 18. Mai 1976 in Eger) ist ein ungarischer Politiker.

## Leben
Zagyva war Präsident von „Hatvannégy Vármegye Ifjúsági Mozgalom“ (64 Gespanschaften), einer heute in Ungarn verbotenen rechten Jugendorganisation. Außerdem ist er für die Partei Jobbik Mitglied des ungarischen Parlaments. Bereits zuvor war er immer wieder als Verbreiter rechtsextremen Gedankenguts und durch Angriffe gegen die Minderheiten in Ungarn aufgefallen. 2002 lernte Zagyva die 64 Gespanschaften kennen, seit 2003 war er Vizepräsident. Im Jahre 2006 übernahm er dann die Führung von László Toroczkai, welcher weiterhin Ehrenpräsident der Organisation blieb.
Seit dem Jahr 2009 ist es ihm und mehreren anderen Mitgliedern der 64 Gespanschaften für zwei Jahre untersagt, serbisches Staatsgebiet zu betreten. Grund dafür waren ihre Tätigkeiten in der serbischen Provinz Vojvodina, in der viele Ungarn leben. Die Organisation hatte die ungarische Minderheit zum Widerstand gegen Serbien aufgerufen und ungarischen Kindern Schulmaterialien zugeschickt. Seit 2010 ist er Abgeordneter im Ungarischen Parlament.